# Mariano Rampolla del Tindaro
Mariano kardinál Rampolla markýz del Tindaro (17. srpen 1843 Polizzi Generosa, Sicílie – 16. prosinec 1913 Řím) byl státní sekretář papežského státu během pontifikátu papeže Lva XIII. a jedna z nejvýraznějších postav vatikánské politiky a diplomacie v 19. století.

## Životopis
Mariano Rampolla byl šlechtického původu a od dětství byl určen k církevní kariéře. Po formaci v římském semináři a koleji Capranica přijal roku 1866 kněžské svěcení, pak ještě studoval na prestižní Pontificia Accademia dei Nobili Ecclesiastici, kde roku 1870 získal doktorát obojího práva. Po působení v různých kuriálních úřadech byl 8. prosince 1882 vysvěcen na biskupa a stal se nunciem v Madridu. V konzistoři 14. března 1887 jej papež Lev XIII. jmenoval kardinálem a na začátku června téhož roku jej učinil svým státním sekretářem. Rampolla byl jedním z aktérů obratu vatikánské politiky za Lva XIII., který se snažil vyvést Svatý stolec z izolace, v níž se octla díky příliš konzervativní politice Pia IX. a zejména vyřešit tzv. "Římskou otázku". Díky vzniku Trojspolku roku 1882 ztratil Vatikán svého tradičního spojence v Rakousko-Uhersku a Rampolla musel orientovat vatikánskou politiku směrem ke Španělsku a Francii.

### Konkláve roku 1903

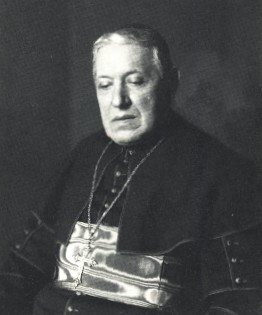
Kardinal Mariano Rampolla del Tindaro na fotografii Jacoba Hilsdorfa.

Právě tato politická orientace rozhodla o Rampollově osudu v konkláve po smrti Lva XIII. (31. července – 4. srpna 1903), v němž i přes to, že tento blízký spolupracovník zesnulého papeže měl největší šanci stát se jeho nástupcem, došlo k vyslovení tzv. exkluzívy, práva veta, ze strany krakovského kardinála Jana Puzyny. Puzyna tak jménem rakousko-uherské vlády vylučoval Rampollu z možnosti být zvolen a i přes formální protesty Rampolly i celého kardinálského kolegia se nakonec Rampolla z kandidatury stáhl. Zvolen byl kardinál Giuseppe Sarto, jenž přijal jméno Pius X. Ten následně zrušil právo tzv. právo exkluzívy, které dávalo dříve katolickým suverénům právo vyloučit někoho jako kandidáta na papežský stolec. Jednalo se tedy o poslední případ jeho uplatnění v dějinách.

### Poslední roky života
Volba Pia X. znamenala konec politického vlivu Rampolly, který byl okamžitě nahrazen španělským kardinálem Rafaelem Merry del Valem. Rampolla zastával různé další kuriální funkce, zemřel v roce 1913 a od roku 1929 je pohřben ve svém titulárním kostele svaté Cecilie v Zátibeří.